# 羅馬天文台
羅馬天文台（Osservatorio Astronomico di Roma）是義大利境內十二座天文台之一。天文台的主要地點是蒙特波爾齊奧卡托內。自2002年起，羅馬天文台成為義大利國家天文物理研究所的一部分。

## 外部連結
- https://www.natureindex.com/institution-outputs/italy/national-institute-for-astrophysics-inaf/5139073d34d6b65e6a00226f